# 范雎
范 雎（はん しょ、拼音: Fàn Jū、? - 紀元前255年?）は、中国戦国時代に秦に仕えた政治家。字は叔。秦の昭襄王に対して遠交近攻策を進言して秦の優勢を決定的なものとした。封地として応城（現在の河南省平頂山市魯山県）を与えられたため、応侯とも称された。 

## 前歴
以下の経歴は『史記』の「范雎・蔡沢列伝」の記述による。
范雎は魏の人で、諸侯の間を遊説し、家が貧しいために魏の中大夫の須賈に仕えた。
須賈の供をして斉へ使者として赴き、その地で数カ月間を過ごした。この時に斉の襄王が范雎の弁舌が優れていることを聞いて金十斤と牛・酒を送ってきたが、范雎はこれを断った。
ところがこれを須賈が邪推し、魏の秘密を斉に漏らした代金としてこれらの品物を送ってきたのだろうと考えた。魏へと帰ってきた須賈は宰相の魏斉へと報告した。魏斉は怒って范雎を竹の板で何度も打った。このことで范雎はあばらを折り、歯をくじいた。これでは殺されると思った范雎は死んだ振りをしたが、魏斉は范雎を簀巻きにして厠へと放り出し、客は厠へと来るたびに范雎に小便をかけていった。范雎は番人に「後で礼をするから」と約束して助け出してもらい、番人は魏斉に対して死体を捨ててきたと嘘を言った。
范雎は友人の鄭安平の助けを借りて体を治し、魏斉が范雎が本当に死んだかを疑っていると聞いて、張禄と言う偽名を使って逃げた。その頃、秦の昭襄王が使わした謁者（取次役）の王稽と言う者が来ていた。鄭安平は張禄こと范雎をこの者に売り込み、范雎を秦へと逃がした。

## 秦相として
秦に入った范雎は王稽から昭襄王に推挙されたが、登用されなかった。
当時、秦の宰相は穣侯魏冄で昭襄王の母の宣太后の弟であった。穣侯は絶大な権力を誇り、名将の白起を使って周囲の国々を何度も討って領土を獲得していた。しかしその領土は穣侯や穣侯と同じく太后の弟の華陽君羋戎、あるいは昭襄王の弟の高陵君・涇陽君などが取ってしまい、その財産は王室よりも多かった。
1年余りを昭襄王に迎えられないまますごした范雎は、昭襄王に対して「とにかく試してください。良ければ用い、悪ければ打首にされても構いません。ただただ王様のことを思っているのです」と手紙を書いて自分の意見を聞いてくれるように訴えた。これを受けて昭襄王は范雎を招いた。謁見するにあたり范雎は後宮へと入り込み、怒った宦官が「王のご到着だ」と言って追い払おうとしたが、范雎は「どうして秦に王がいようか。いるのは太后と穣侯だけだ」と言い放った。
昭襄王はそれを全く不問とし、范雎を迎え入れて話を聞こうとした。しかし盗み聞きするものがいたので、范雎はまず外事について説いた。曰く「穣侯はいま韓や魏と結んで斉を討とうとしているが、これは間違いです（仮に勝って領土を奪ってもそれを保持することができないため）。それよりも遠く（趙・楚・斉）と交わり、近く（魏・韓）を攻めるべきです。そうすれば奪った領土は全て王のものとなり、更に進出することができます」と。これが遠交近攻策である。
この進言を受け入れた昭襄王は、魏を攻めて領土を奪い、韓に対して圧迫をかけた。その成果に満足した昭襄王は、范雎を信任することが非常に厚くなった。そこで范雎は昭襄王に対して、穣侯たちを排除しなければ王権が危ういことを説いた。これに答えて昭襄王は太后を廃し、穣侯・華陽君・高陵君・涇陽君を函谷関の外へ追放した。こうして王権の絶対性を確立し、国家が一纏めとなった秦は、門閥の影響が大きい楚など諸国を着実に破っていくことになる。

## 睚眦の恨み
権力を確保した范雎は、秦から偽名である張禄を号として貰い、応に領地を貰い応侯と名乗った。
この頃、魏では秦が韓・魏を討とうとしているとの情報を掴み、須賈を使いに出した。須賈が秦に来ていると知った范雎は、みすぼらしい格好をして須賈の前に現れた。須賈は范雎が生きていたことに驚き、范雎にどうしているのかと聞いた。范雎は「人に雇われて労役をしている」と答えた。范雎のみすぼらしさを哀れんだ須賈は絹の肌着を范雎に与え、「秦で宰相になっている張禄という人に会いたい」と告げた。范雎は主人がつてを持っているので会わせることができると言い、自ら御者をして張禄の屋敷（すなわち自分の屋敷）へと入った。先に入った范雎がいつまでも出てこないので、須賈は門番の兵に「范雎はどうしたか」と聞くと、「あのお方は宰相の張さまである」との返事が返ってきた。
驚いた須賈は大慌てで范雎の前で平伏し、過去の事を謝った。范雎は須賈にされたことを鳴らして非難したが、須賈が絹の肌着を与えて同情を示したことで命は助け、「魏王（安釐王）に魏斉の首を持って来いと伝えろ。でなければ大梁（魏の首都。現在の開封）を皆殺しにするぞ」と言った。
帰国した須賈は魏斉にこのことを告げ、驚いた魏斉は趙の平原君の元へ逃げた。
その後、范雎を推挙してくれた王稽が范雎に「自分に対して報いが無いのでは」と暗に告げた。范雎は内心不快であったが、昭襄王に言って王稽を河東（黄河の東）の長に任命した。更に鄭安平を推挙して秦の将軍にし、財産を投げ打って自分を助けてくれた人に礼をして回った。この時の范雎は、一杯の飯の恩義にも睨み付けられただけの恨み（睚眦の恨み）にも必ず報いたと言う。
昭襄王は范雎の恨んでいる魏斉が平原君の元にいると知り、何とかこの恨みを晴らしてやりたいと思っていた。そこで平原君を秦に招き、「魏斉を殺してくれなければ秦から出さない」と脅したが、平原君はこれを断った。今度は昭襄王は趙の孝成王を脅した。恐れた孝成王は兵を出して平原君の屋敷を取り囲んだが、魏斉は趙の宰相の虞卿と共に逃げ出して、魏の信陵君に助けを求めた。信陵君は初めは魏に秦を招くことになると魏斉を受け入れることを躊躇ったが、食客の言葉で思い返し、国境まで迎えに出た。しかし魏斉は信陵君が躊躇したことで、自ら首をはねていた。この首を孝成王は秦へ送り、平原君は解放された。

## 致仕
時間が遡るが、范雎は白起があまりに功績を挙げるので、恐れて白起が趙の首都邯鄲を攻めようとするのを止めさせた。その後、昭襄王に讒言して白起を誅殺させた（白起の項も参照）。
その後任として范雎をかくまってくれた恩人の鄭安平を推挙したが、その鄭安平は2万の兵と共に趙へ降ってしまった。さらに范雎を昭襄王に推挙してくれた王稽は他国と通じた罪で誅殺された。これらのことで范雎は憂えたが、昭襄王の信頼は変わらず、また推挙者が罪を犯したことによる連座も不問にされた。
この時に、遊説家の蔡沢が范雎に商鞅・呉起・文種・伍子胥などのことを例に挙げ、「貴方様がこれらの人とどれほど違いましょうか」と、自らの手腕で国を隆盛させた時の王が健在中は贔屓にされるが、王の代が変れば贔屓により鬱積していた不満が出てきたりなどで悲劇的な末路を描くだろう（月満つれば則ち虧く）、と長く権力の座にあることの危うさを説き、范蠡に倣って致仕（引退）することを勧めた。范雎はこの言を入れて致仕し、後任の宰相に蔡沢が就いた。天下に覇を唱えんとする国の臣下最高位から潔く引いたが、范雎は商鞅たちのような末路を辿らずに済んだ。そして秦はその後も、范雎が築いた方針を礎に覇業を順調に進めたのである。

## 死についての異説
上述のとおり、『史記』によれば、范雎は致仕することで生涯を全うすることができたとある。だが始皇帝時代の睡虎地秦墓11号墓より出土した『編年記』の昭王52年（紀元前255年）の記述には「王稽・張禄（＝范雎）死す」とあり、これによれば范雎は王稽に連座して処刑されたと推測される。

## 評価
北宋の蘇轍は范雎の行跡について「宰相として秦に利益になったことは少なく、害を与えたことは多かった」と批判した。范雎の勧告により昭襄王が朝廷の権力を専横していた魏冄を失脚させたのは正しかったが、宣太后まで退かせたのは母子の情を絶たせた仕打ちだった。また、政治的に対立した白起を死に追いやり、王稽と鄭安平を起用したことは人事の失敗であっただけでなく、民衆の恨みと兵士たちの挫折を招いたため、范雎の功績は魏冄に比べて十分の一・二にも及ばなかった。以上の点で蘇轍は范雎や蔡沢は自らの栄達のために計策を出すことはできたが、秦にとって有益なことをもたらすことはできなかったと厳しく評している。

## 伝記資料
- 司馬遷『史記』巻79「范雎蔡沢列伝」

## 范雎を題材にした小説
- 宮城谷昌光『青雲はるかに』集英社、1997年